# Nasteh Dahir
Nasteh Dahir Farah (né en 1972 ou 1973, mort le 7 juin 2008) est un reporter somalien, vice-président de l'Union nationale des journalistes de Somalie. 
Il a été assassiné à Kismayo (Somalie), le 7 juin 2008.
Dahir, désigné comme un éminent journaliste somalien, était le correspondant en Somalie pour la BBC et AP. Il a reçu des menaces de mort avant d'être tué. Il a reçu un tir et il est mort à l'hôpital à  Kismayo. Reporters sans frontières a déclaré que les assassins n'ont pas été identifiés, mais la BBC et Al Jazeera ont annoncé que l'assassinat a été attribué à des rebelles islamistes,.